# Ion Cioabă
Ion Cioabă (Sibiu, 7 gennaio 1935 – Bucarest, 27 febbraio 1997) è stato re dei Rom dal 5 maggio 1992 al 27 febbraio 1997, incoronato l'8 settembre nel monastero rumeno di Bistrița .Gli succedette il figlio Florin.

## Biografia

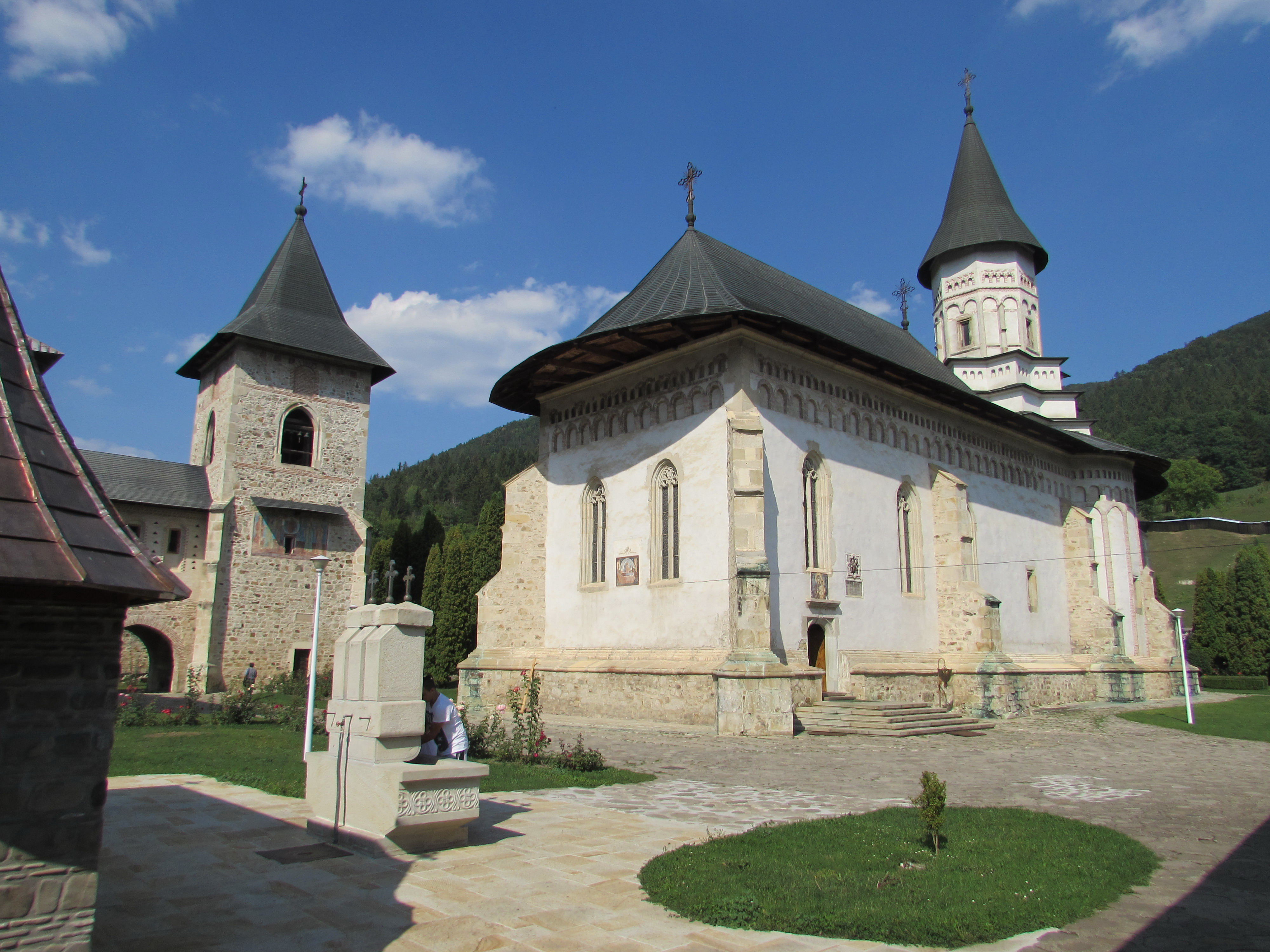
Il monastero di Bistrița

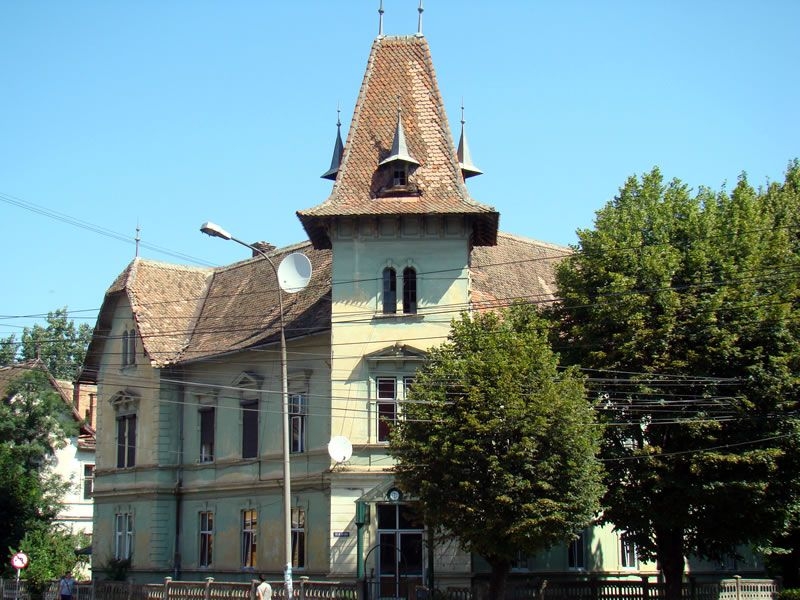
Villa-castello a Sibiu

La famiglia Cioabă, titolare di una monarchia non sovrana e sub-nazionale all'interno di uno Stato repubblicano che tollera la sua presenza in quanto onorata da 600.000 individui in Romania e 12 milioni nel mondo, regge da molte generazioni i Roma. Negli anni sessanta Ion, personaggio autorevole e carismatico, fece il possibile per integrarli nella società rumena, ma anche a livello internazionale. Nel 1992, in seguito alla caduta del dittatore Nicolae Ceaușescu (1918-1989), i Roma ritennero opportuno di essere retti ufficialmente da un sovrano, piuttosto che un semplice capo, che li rappresentasse con prestigio e si occupasse dei loro diritti spesso calpestati. In tal modo Ion da bulibascha (capo) assunse il rango di re internazionale dei Roma (regele international al Rromilor) con il trattamento di A Majeatatilor (Sua Maestà).
L'8 settembre 1992, nel monastero ortodosso di Bistrița, Ion, in presenza della regina (reginei) Lucia, dei figli e di migliaia di persone (contrarie ai tentativi del cugino Julian Radulescu di prendere il suo posto), posò da solo la corona (coroana) sul proprio capo. La corona d'oro, adornata da rubini e smeraldi, pesava cinque kg ed era stata realizzata da valenti orafi italiani: benedetta dal pope dell'insigne cenobio sarà poi custodita in una banca di Sibiu. Completavano le insegne reali uno scettro aureo del peso di 2,5 kg, una massiccia catena e un braccialetto del prezioso metallo per un totale di 6 kg. La famiglia Cioabă risiedeva in una villa-castello, nei sobborghi di Sibiu, con due piani, una scala in marmo e molto sfarzosa anche all'interno, soprattutto nel salone di rappresentanza o del trono. In occasione dell'intronizzazione, Ion fece coniare monete d'oro con la sua effigie e il motto "Nimic fara Dumnezeu" ("Nulla senza Dio"), presente nella bandiera verde-azzurra sotto l'emblema della ruota.
Il re aveva trascorso, durante il secondo conflitto mondiale, un'infanzia difficile, deportato, in quanto rom, con la famiglia in un campo di concentramento nella Transnistria. In seguito, nonostante le sue capacità, non ebbe modo di pensare a un'istruzione: non sapeva leggere e scrivere, era coadiuvato dal segretario personale Nicolae. La sua ambizione e le consuetudini del popolo facevano sì che fosse sempre ornato d'oro, facendolo giudicare all'estero solo un personaggio pittoresco: un pesante e pregevole orologio, grossi anelli per ogni dito, uno con sigillo e le sue iniziali a mo' di falce e martello, i denti anteriori ricoperti con capsule auree. Per l'intero periodo della dittatura, stava spesso fuori dalla Romania. Poi si candidò e fu eletto senatore nel nuovo parlamento democratico, a capo del Partito dei Rom Nomadi e Fabbri. I Cioabă, molto ricchi, furono i primi, a Sibiu, a possedere un'automobile di tipo occidentale (Mercedes-Benz) e un televisore a casa. La secondogenita del re, Luminita, fu un'apprezzata poetessa.
Ion si impegnò in tutti i sensi per migliorare la vita dei Roma, facendo in modo che, pur conservando le antiche tradizioni, conoscessero gli agi moderni, lavorassero con serietà e fossero maggiormente rispettati dagli altri. La fondazione che porta il suo nome intende promuovere, infatti, la loro identità culturale e farla conoscere nel mondo. Il presidente rumeno Emil Constantinescu stimò e incontrò varie volte il re: condivise il dispiacere del popolo quando il 27 febbraio 1997 morì, per un attacco cardiaco all'età di 62 anni, in una clinica di Bucarest. Venne tumulato nel cimitero di Sibiu e gli subentrò il figlio Florin.